# 十九邊形
十九边形是幾何學中所有有19條邊及19隻角的多邊形。
正十九邊形是有19邊的正多邊形。正十九邊形的每个內角為161.052631578947368421度。
若在單位圓內作內接正十九邊形，這些頂點就是{\displaystyle {}_{\cos {\frac {2k\pi }{19}}+{\rm {i}}\sin {\frac {2k\pi }{19}}}\,} {\displaystyle {}_{\left(k=0,1,2,\cdots 18\right)}\,}

## 尺规作图
正十九边形不能仅用尺规作出。以下给出一个误差为0.02°的近似作图：